# المرأة العرافة
المرأة العرافة أو العرافة هو ما يعنيه المصطلح spaewife, أو spae-wife أوspey-wife من اللغة الاسكتلندية. إن كلمة "spae"مأخوذه من اللغة الاسكندفانية أو النوردية القديمة وكانت في الأصل "spa" وتعني التنبؤ. استخدم المصطلح عنوانا لعدة أعمال أدبية مثل قصيدة روبرت لويس ستيفنيون العرافة أو بالإنجليزية "The spae wife" كما استعمل المصطلح في رواية جون غالت التاريخية المعنونة: العرافة: حكاية من التراث الإسكتلندي والعرافة أو سر الملكة لكاتبها باول ببرغراس.
و كلمة spey هنا ليس لها علاقة بالنهر الذي يسمى أيضا Spey والموجود في اسكتلندا.

## تفسير ميلفيل
وفقاً لكتاب الجنيات لميلفل، فإن العّرافة (Spae wife) هي نوع من الأقزام بطول إصبع الإنسان ليس إلا، وترتدي المرأة العرافة الجنية عادةً ثياب فلاحين، إلا أنها عندما تُستدعى تتغير ملابسها من ملابس عادية إلى أخرى رائعة (مثل عباءة زرقاء مع ياقة مرصوصة بالأحجار الكريمة وغطاء للرأس مصنوع من جلد الخراف السوداء على حوافه قطعة من جلد العجل وجزمة مصنوعة من جلد العجل وقفازات من جلد القطط. ومثل العّرافات البشرية تستطيع هذه العرافة أن تقرأ المستقبل من خلال الأحرف الرونية وأوراق الشاي ودلائل الظواهر الطبيعية كما أنها مداوية جيدة للأمراض. وقد قيل أن أصولها انحدرت من بناة الحجارة العمودية الضخمة.